# سطح مرزی لانتان آلومینات- تیتانات استرانسیم
سطح مرزی لانتان آلومینات- تیتانات استرانسیم (انگلیسی: Lanthanum aluminate-strontium titanate interface)

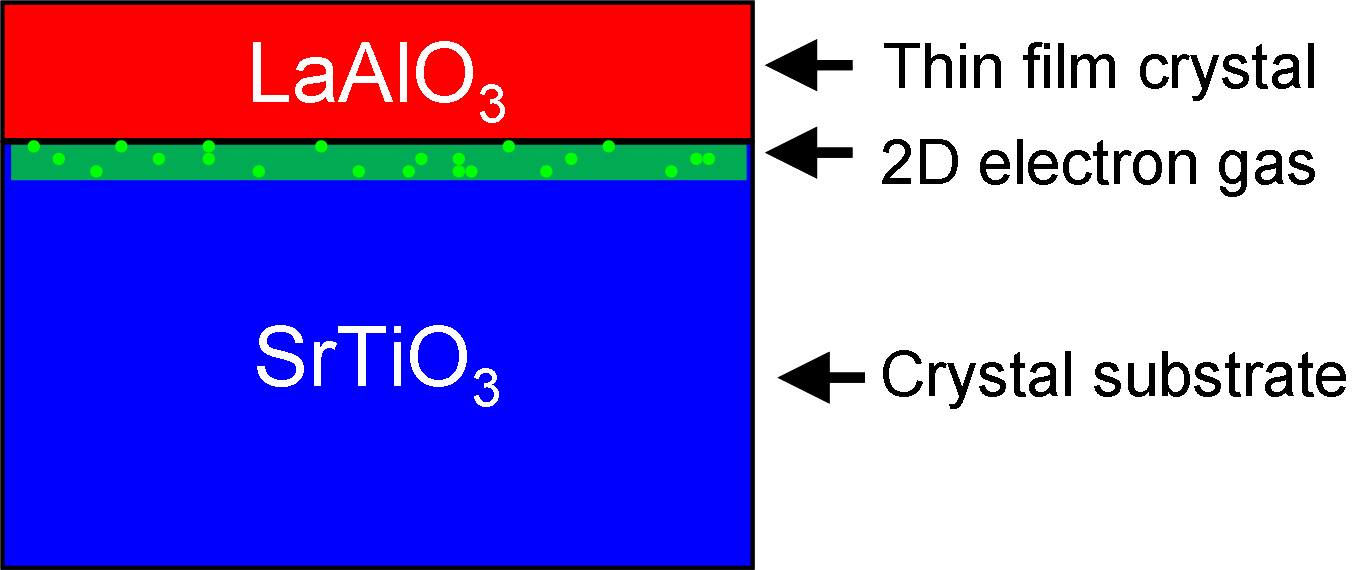

سطح مرزی بین لانتان آلومینات (LaAlO3) و تیتانات استرانسیم (SrTiO3) یک مرز قابل توجه در بین مواد است زیرا خواصی را نشان می‌دهد که در مواد تشکیل‌دهنده آن به‌طور جداگانه وجود ندارد. به‌طور جداگانه LaAlO3 و SrTiO3 عایقهای غیر مغناطیسی هستند. اما سطح مرزی LaAlO3/SrTiO3 می‌تواند خواص مقاومت الکتریکی، ابررسانایی، فرومغناطیس،مقاومت مغناطیسی منفی بزرگ درون صفحه‌ای، و فوتورسانندگی پایدار غول‌پیکر از خود نشان دهد. مطالعه چگونگی ظهور این ویژگی‌ها در سطح مرزی LaAlO3/SrTiO3 یک حوزه تحقیقاتی رو به رشد در فیزیک ماده چگال به‌شمار می‌رود.

## خواص نوظهور

### رسانایی
در شرایط مناسب، سطح مرزی بین LaAlO3/SrTiO3 مانند یک فلز، دارای رسانایی الکتریکی است. وابستگی زاویه‌ای نوسانات شوبنیکوف-دهاس نشان‌دهنده آن است که رسانایی دو بعدی است، که باعث می‌شود بسیاری از محققان از آن به عنوان یک گاز الکترونی دو بعدی (2DEG) یاد کنند. دو بعدی بودن به این معنی نیست که ضخامت رسانایی صفر است، بلکه به این معناست که الکترون‌ها فقط در دو جهت حرکت می‌کنند. گاهی نیز به آن مایع الکترونی دو بعدی (2DEL) نیز می‌گویند تا بر اهمیت برهمکنش‌های بین الکترونی تأکید شود.

#### شرایط لازم برای هدایت الکتریکی
تمام سطح‌های مرزی LaAlO3/SrTiO3 رسانا نیستند. به‌طور معمول، رسانایی تنها زمانی حاصل می‌شود که:
- مرز LaAlO3/SrTiO3در امتداد شاخص میلر ۰۰۱٬۱۱۰ و ۱۱۱ باشد.
- LaAlO3 و SrTiO3 کریستالی و برآرایی باشند.
- سمت SrTiO3 مرز به TiO2 ختم شود (که باعث می‌شود سمت LaAlO3 مرز با LaO خاتمه یابد)[۱]
- لایه LaAlO3 حداقل به اندازه ۴ سلول واحد ضخامت داشته‌باشد.[۸]

رسانایی همچنین هنگامی که SrTiO3 با فضای خالی اکسیژن آلایش شده باشد نیز ایجاد می‌شود. با این حال، در این صورت، مرز از نظر فنی به جای LaAlO3/SrTiO3−x،LaAlO3/SrTiO3 است.

#### فرضیه رسانایی
منبع رسانایی در مرز LaAlO3/SrTiO3 سالهاست که مورد بحث بوده‌است. SrTiO3 یک‌نیمه رسانا با شکاف انرژی گسترده‌است که می‌تواند به روش‌های مختلف با نیم‌رسانا نوع N مورد آلایش قرار گیرد. روشن کردن مکانیسم پشت رسانایی هدف اصلی تحقیقات فعلی است. چهار فرضیه اصلی عبارتند از:
- دروازه قطبی
- جای خالی اکسیژن
- آمیخته شدن
- تغییر شکل سازه‌ای

##### دروازه قطبی
دروازه قطبی اولین مکانیزمی بود که برای توضیح رسانایی در سطح مرزی بین LaAlO3/SrTiO3 استفاده شد. فرض می‌شود که LaAlO 3 که در جهت ۰۰۱ قطبی است (با صفحات متناوب بار مثبت و منفی)، به عنوان یک دروازه الکترواستاتیک در نیمه رسانای SrTiO3 عمل می‌کند. هنگامی که لایه LaAlO3 ضخیم‌تر از سه سلول واحد رشد می‌کند، انرژی ظرفیت پیوند آن از تراز فرمی بالاتر می‌رود و باعث ایجاد حفره‌هایی (یا جای خالی اکسیژن با بار مثبت)در سطح بیرونی LaAlO3 می‌شود. بار مثبت روی سطح LaAlO3 بار منفی را به حالت‌های موجود مجاور جذب می‌کند. در مورد سطح مرزی بین LaAlO3/SrTiO3، این بدان معناست که الکترون‌ها بر روی سطح SrTiO3، در پیوندهای Ti d تجمع می‌کنند.
نقطه قوت فرضیه دروازهٔ قطبی این است که توضیح می‌دهد چرا رسانایی به ضخامت حداقلی چهار سلول واحد LaAlO3 نیاز دارد و توضیح می‌دهد که چرا رسانایی نیاز دارد تا SrTiO3 به TiO2 خاتمه یابد. فرضیه دروازهٔ قطبی همچنین توضیح می‌دهد که چرا آلیاژ کردن LaAlO3 ضخامت حداقلی رسانایی را افزایش می‌دهد.
یکی از ضعف‌های این فرضیه این است که پیش‌بینی می‌کند که لایه‌های LaAlO3 باید یک میدان الکتریکی داخلی از خود نشان دهند. تاکنون، آزمایش‌های گسیل نوری اشعه ایکس و آزمایش‌های دیگر میدان داخلی کمی در لایه‌های LaAlO3 نشان داده‌اند. فرضیه دروازهٔ قطبی همچنین نمی‌تواند توضیح دهد که چرا وقتی لایه‌های LaAlO3 نازک‌تر از ضخامت حداقلی برای هدایت هستند، Ti3+ شناسایی می‌شود.
فرضیه دروازهٔ قطبی گاهی اوقات فرضیه فاجعه قطبی نامیده می‌شود، که به سناریوی خلاف واقع اشاره می‌کند که در آن الکترون‌ها در سطح مشترک جمع نمی‌شوند و در عوض ولتاژ در LaAlO3 تا بی‌نهایت افزایش میابد. به این فرضیه، فرضیه بازسازی الکترونیکی نیز گفته می‌شود، که این واقعیت را برجسته می‌کند که الکترون‌ها، نه یون‌ها، برای جبران ولتاژ درحال افزایش حرکت می‌کنند.

##### جای خالی اکسیژن
فرضیه دیگر این است که رسانایی از الکترون‌های آزاد به جا مانده از جای خالی اکسیژن در SrTiO3 به وجود می‌آید. SrTiO3 به راحتی توسط جاهای خالی اکسیژن آلایش می‌شود، بنابراین این در ابتدا یک فرضیه امیدوارکننده در نظر گرفته می‌شد. با این حال، اندازه‌گیری‌های طیف‌سنجی اتلاف انرژی الکترون، چگالی فضای خالی اکسیژن را بسیار کمتر از چگالی حداقلی لازم برای الکترون آزاد شده اندازه‌گیری کرده‌اند.
احتمال پیشنهادی دیگر این است که جای خالی اکسیژن در سطح LaAlO3 از راه دور با SrTiO3 آلایش می‌کند. در شرایط رشد عمومی، مکانیسم‌های متعددی می‌توانند با هم وجود داشته باشند. یک مطالعه سیستماتیک در یک فضای پارامتر رشد گسترده، نقش‌های متفاوتی را توسط تشکیل فضای خالی اکسیژن و دروازه‌های قطبی در سطح‌های مرزی مختلف نشان داد. یک تفاوت آشکار بین فضای خالی اکسیژن و دروازه قطبی در ایجاد رسانایی مرز این است که حامل‌های خالی اکسیژن از نظر حرارتی فعال هستند، زیرا سطح اهداکننده جای خالی اکسیژن معمولاً از پیوند هدایت SrTiO3 جدا می‌شود و در نتیجه اثر انجماد حامل را نشان می‌دهد. در مقابل در دمهای پایین؛ حامل‌هایی که از دروازه قطبی منشأ می‌گیرند به نوار رسانایی SrTiO3 (اوربیتال‌های Ti 3d) منتقل می‌شوند و بنابراین منحط می‌شوند.

##### آمیختگی
لانتان یک ماده آلایش شده شناخته شده در SrTiO3است، بنابراین مطرح شده‌است که La از LaAlO3 با SrTiO3 مخلوط شده و آن را از نوع n آلایش می‌کند. مطالعات متعدد نشان داده‌اند که اختلاط در مرز صورت می‌گیرد؛ با این حال، مشخص نیست که آیا اختلاط کافی برای ارائه همه حامل‌های آزاد وجود دارد یا خیر. برای مثال، یک سطح مرزی معکوس بین یک لایه SrTiO3 و یک بستر LaAlO3 عایق است.

##### تغییر شکل سازه‌ای
فرضیه چهارم این است که ساختار کریستالی LaAlO3 در پاسخ به کرنش از سمت SrTiO3 تحت چرخش‌های هشت وجهی قرار می‌گیرد. این چرخش‌های هشت‌وجهی در LaAlO3 چرخش‌های هشت‌وجهی را در SrTiO33 القا می‌کنند، و عرض پیوند Ti d را به اندازه‌ای افزایش می‌دهند که الکترون‌ها دیگر متمرکز نیستند.

### ابررسانایی
ابررسانایی برای اولین بار در سال ۲۰۰۷ در سطح مرزی LaAlO3/SrTiO با دمای بحرانیmK ~۲۰۰ مشاهده شد. مانند رسانایی، ابررسانایی به نظر دو بعدی است.

### فرومغناطیس
نشانه‌های فرومغناطیس در LaAlO3/SrTiO3 برای اولین بار در سال ۲۰۰۷ مشاهده شد، زمانی که محققان هلندی پسماند مغناطیسی را در مقاومت مغناطیسی LaAlO3/SrTiO3 مشاهده کردند. اندازه‌گیری‌های بعدی با مغناطیس‌سنجی گشتاور نشان داد که مغناطیس در LaAlO3/SrTiO3 تا دمای اتاق ادامه دارد. در سال ۲۰۱۱، محققان دانشگاه استنفورد از یک اسکن اسکوئد برای تصویربرداری مستقیم از فرومغناطیس استفاده کردند و دریافتند که این موضوع در تکه‌های ناهمگن رخ می‌دهد. مانند رسانایی در LaAlO3/SrTiO3، مغناطیس تنها زمانی ظاهر شد که لایه‌های LaAlO3 ضخیم‌تر از چند سلول واحد بودند. با این حال، برخلاف رسانایی، مغناطیس در سطوح منتهی به SrO و همچنین سطوح منتهی به TiO2 دیده شد.
کشف فرومغناطیس در یک سیستم مواد که همچنین ابررسانا است، موجی از تحقیق و بحث را برانگیخت، زیرا فرومغناطیس و ابررسانایی تقریباً هرگز با هم وجود ندارند. فرومغناطیس برای تراز کردن به چرخش‌های الکترون نیاز دارد، در حالی که ابررسانایی معمولاً به چرخش‌های الکترونی برای ضد تراز شدن نیاز دارد.

### مقاومت مغناطیسی
اندازه‌گیری مقاومت مغناطیسی یک ابزار آزمایش اصلی است که برای درک خواص الکترونیکی مواد استفاده می‌شود. مقاومت مغناطیسی سطح مرزی LaAlO3/SrTiO3 برای آشکار کردن ماهیت دو بعدی رسانش، غلظت حامل (از طریق اثر هال)، تحرک الکترون‌ها و موارد دیگر استفاده شده‌است.

#### میدان اعمال‌شده خارج از صفحه
در میدان مغناطیسی کم، مقاومت مغناطیسی LaAlO3/SrTiO3 در مقابل میدان سهموی است، همان‌طور که برای یک فلز معمولی انتظار می‌رود. با این حال، در میدان‌های بالاتر، به نظر می‌رسد که مقاومت مغناطیسی در مقابل میدان خطی می‌شود. مقاومت مغناطیسی خطی می‌تواند دلایل زیادی داشته باشد، اما تاکنون هیچ توافق علمی در مورد علت مقاومت مغناطیسی خطی در سطح مرزی LaAlO3/SrTiO3 وجود ندارد. مقاومت مغناطیسی خطی نیز در کریستال‌های خالص SrTiO3 اندازه‌گیری شده‌است، بنابراین ممکن است با خواص نوظهور سطح مرزی ارتباطی نداشته باشد.

#### میدان ایجاد شده در صفحه
در دمای پایین (T <30 K)، سطح مرزی LaAlO3/SrTiO3 مقاومت مغناطیسی درون صفحه‌ای منفی نشان می‌دهد، که گاهی به بزرگی ۹۰٪- می‌رسد. مقاومت مغناطیسی منفی بزرگ درون صفحه به برهمکنش مدار چرخشی تقویت‌شده سطح مرزی نسبت داده شده‌است.

### توزیع گاز الکترون در سطح مرزی LaAlO3/SrTiO3
به‌طور تجربی، مشخصات چگالی بار گاز الکترونی در سطح مشترک LaAlO3/SrTiO3 دارای یک شکل شدیداً نامتقارن با واپاشی اولیه سریع در طول اولین 2 nm و دنباله مشخصی است که تا حدود 11 nm امتداد دارد. طیف گسترده‌ای از محاسبات نظری این نتیجه را تأیید می‌کند. نکته مهم در بدست آوردن توزیع الکترون، این است که باید ثابت دی الکتریک وابسته به میدان SrTiO3 را در نظر گرفت.

## مقایسه با سایر گازهای الکترونی دو بعدی
گاز الکترونی دو بعدی که در سطح مرزی LaAlO3/SrTiO3 بوجود می‌آید به دو دلیل اصلی قابل توجه است. اولاً، غلظت حامل بسیار بالایی در حدود 1013 cm−2 دارد. دوم، اگر فرضیه دروازه‌ای قطبی درست باشد، گاز الکترونی دوبعدی این پتانسیل را دارد که بر خلاف سایر گازهای الکترونی دوبعدی که برای شکل‌گیری نیاز به آلایش یا دروازه دارند، کاملاً عاری از درهم‌ریختگی باشد. با این حال، تاکنون محققان نتوانسته‌اند مرزی را ترکیب کنند که شرایط مطلوب نابجایی کم را تحقق بخشند.

## روش‌های سنتز

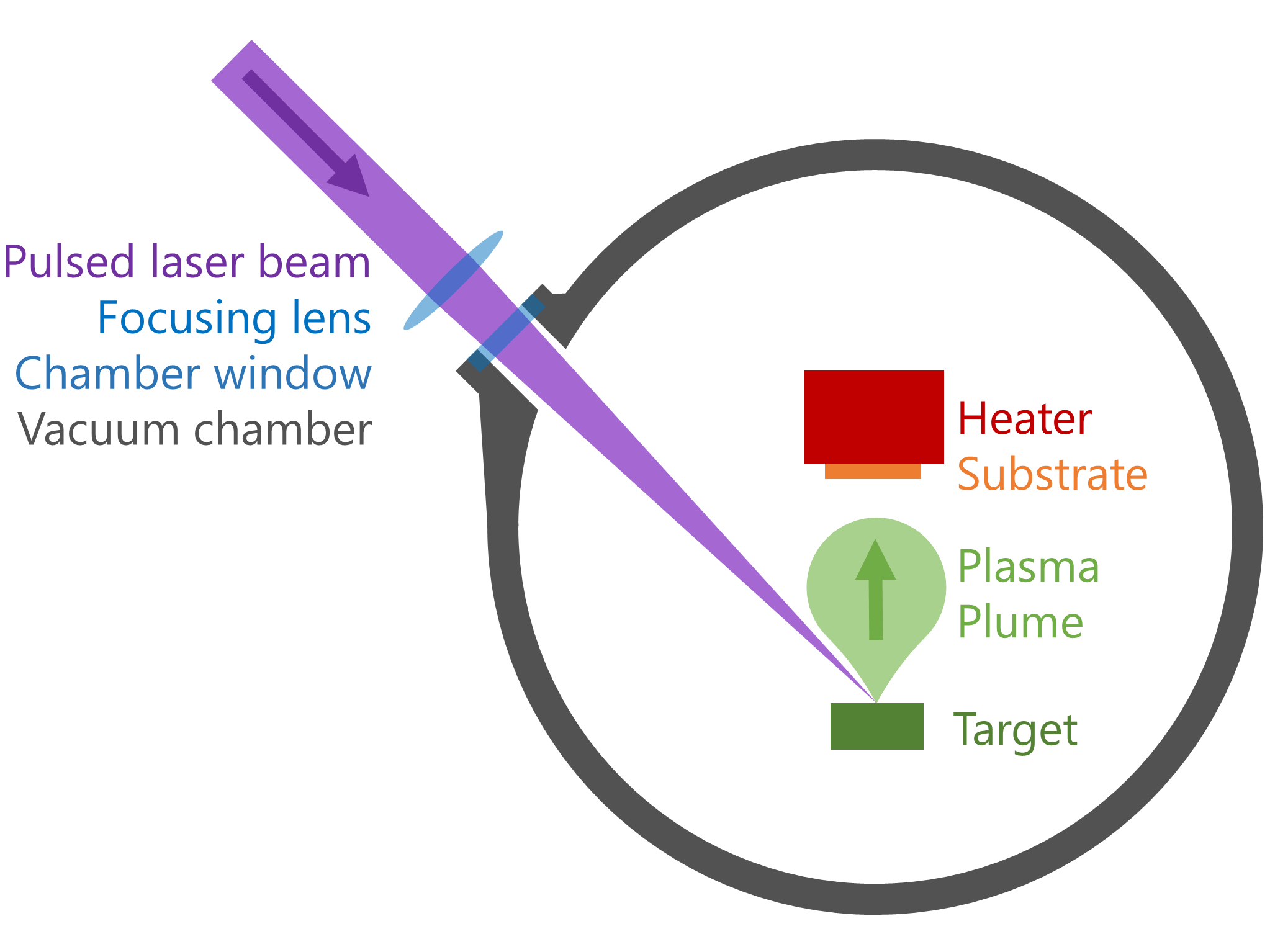
سطح مرزی با شلیک لیزر به یک هدف LaAlO_{3} سنتز می‌شوند. مواد ساییده شده از هدف خارج می‌شوند و روی یک کریستال گرم شده SrTiO_{3} فرود می‌آیند.

اکثر سطح‌های مرزی LaAlO3/SrTiO3 با استفاده از رسوب لیزر پالسی سنتز می‌شوند. یک لیزر پرقدرت یک هدف LaAlO3/SrTiO3 را از بین می‌برد و ستون مواد خارج شده روی یک بستر گرم شده SrTiO3 رسوب می‌کند. شرایط معمول مورد استفاده عبارتند از:
- طول موج لیزر 248 nm
- شار لیزری J/cm2 0.5 تا 2 J/cm2[۴۰]
- دمای بستر ۶۰۰ °C تا ۸۵۰ °C[۲۸]
- فشار اکسیژن پس زمینه 5-10 Torr تا3-10[۲۸]

برخی از سطح‌های مرزی LaAlO3/SrTiO3 نیز توسط برآرایی پرتو-مولکولی، کندوپاش، و رسوب لایه اتمی سنتز شده‌اند.

## سطح‌های مرزی مشابه
برای درک بهتر سطح مرزی LaAlO3/SrTiO3، محققان تعدادی سطح مرزی مشابه بین دیگر لایه‌های پروسکایت قطبی و SrTiO3 سنتز کرده‌اند. برخی از این آنالوگ‌ها خواصی شبیه به LaAlO3/SrTiO3 دارند، اما برخی از آنها چنین نیستند.

### سطح‌های مرزی رسانا
- GdTiO3/SrTiO3[۴۲]
- LaTiO3/SrTiO3[۴۳]
- LaVO3/SrTiO3[۴۳]
- LaGaO3/SrTiO3[۴۴]
- PrAlO3/SrTiO3[۴۵]
- NdAlO3/SrTiO3[۴۵]
- NdGaO3/SrTiO3[۴۵]
- GdAlO3/SrTiO3[۴۶]
- Nd0.35Sr0.65MnO3/SrTiO3[۴۷]
- Al2O3/SrTiO3[۴۸]
- آمورف-YAlO3/SrTiO3[۴۱]
- La0.5Al0.5Sr0.5Ti0.5O3/SrTiO3[۴۹]
- DyScO3/SrTiO3[۵۰]
- KTaO3/SrTiO3[۵۱]
- CaZrO3/SrTiO3[۵۲]

### سطح‌های مرزی عایق
- LaCrO3/SrTiO3[۵۳]
- LaMnO3/SrTiO3[۴۴]
- La2O3/SrTiO3[۴۱]
- Y2O3/SrTiO3[۴۱]
- LaYO3/SrTiO3[۴۱]
- EuAlO3/SrTiO3[۴۶]
- BiMnO3/SrTiO3[۵۴]

## کاربردها
از سال ۲۰۱۵، هیچ برنامه‌ای برای استفاده تجاری از سطح مرزی LaAlO3/SrTiO3 وجود ندارد. با این حال، کاربردهایی پیشنهاد شده‌اند، از جمله دستگاه‌های اثر میدانی، حسگرها، آشکارسازهای نوری، و ترموالکتریک؛ LaVO3/SrTiO3 نیز می‌تواند با راندمان پاییندر سلول‌ها خورشیدی استفاده شود.